# Profondeville
Profondeville (en wallon Parfondveye) est une commune francophone de Belgique située en Wallonie dans la province de Namur, ainsi qu’une localité où siège son administration.
Le village de Profondeville fait partie de la commune du même nom. Il est situé sur le bord de la Meuse, à mi-chemin entre Namur et Dinant. Le paysage est champêtre et vallonné. Les bois de la Petite- et Grande Hulle offrent des possibilités de promenades tandis que le halage constitue une alternative aux paysages forestiers.

## Géographie

### Commune de Profondeville
Elle a une superficie de 50,37 km2. Elle a été constituée le 2 janvier 1977 par la fusion des villages d'Arbre, Bois-de-Villers, Lesve, Lustin, Profondeville, Rivière et une partie de la commune de Floreffe (lieu-dit Lakisse).

### Sections
| # | Nom             | Superficie (km²) | Habitants (2020) | Habitants par km² | Code INS |
| - | --------------- | ---------------- | ---------------- | ----------------- | -------- |
| 1 | Profondeville   | 7,07             | 3.185            | 450               | 92101A   |
| 2 | Lustin          | 9,28             | 2.106            | 227               | 92101B   |
| 3 | Rivière         | 2,22             | 565              | 255               | 92101C   |
| 4 | Arbre           | 10,73            | 558              | 52                | 92101D   |
| 5 | Lesve           | 10,64            | 2.408            | 226               | 92101E   |
| 6 | Bois-de-Villers | 10,46            | 3.354            | 321               | 92101F   |

### Communes limitrophes
| Floreffe               | Namur         |         |
| Fosses-la-Ville Mettet | Profondeville | Assesse |
|                        | Anhée Yvoir   |         |

## Démographie

### Démographie: avant la fusion des communes
- Source : DGS recensements population.

### Démographie: commune fusionnée
Elle comptait, au 1er mai 2024, 12 300 habitants (6 024 hommes et 6 276 femmes), soit une densité de 244,19 habitants/km² pour une superficie de 50,37 km² .
En tenant compte des anciennes communes entraînées dans la fusion de communes de 1977, on peut dresser l'évolution suivante,  :
Les chiffres des années 1831 à 1970 tiennent compte des chiffres des anciennes communes fusionnées.
- Source : DGS, de 1831 à 1981 = recensements population ; à partir de 1990 = nombre d'habitants chaque 1er janvier.

## Héraldique
|  | La commune possède des armoiries qui lui ont été octroyées le 28 mai 1956 et sans ornements extérieurs le 18 décembre 1991. Blasonnement : D'argent à une croix dont le montant est de gueules et la traverse d'azur. - Moniteur belge : 18 décembre 1991 Source du blasonnement : Heraldy of the World. |

### Anciennes armoiries
|  | Selon le site consulté, les armes de Profondeville ont été officiellement octroyées le 28 mai 1956 avec l'ornement extérieur et à nouveau octroyées sans ornement extérieur le 18 décembre 1991. Ces armes sont celles des derniers seigneurs de Profondeville, la famille d'Harscamp. Les armoiries de 1956 ont été considérées comme non appropriées pour la nouvelle commune issue de la fusion des communes de 1977. Ces armoiries sont aussi utilisées, sans statut officiel, par la commune de Ede (Geldre, Pays-Bas) alors qu'aucun lien entre la famille Van Harscamp n'est connu ainsi que par la commune de Noville-les-Bois. Ces armoiries sont connues depuis le XVIIe siècle pour la branche belge et début XVIIIe siècle pour la branche néerlandaise. Cette famille est originaire de la région de Arnhem aux Pays-Bas et donna plusieurs bourgmestres à Utrecht et fut très influente dans l'actuelle province de Namur. Blasonnement : D'argent à une croix dont le montant est de gueules, et la traverse d'azur. L'écu surmonté d'un heaume d'argent, grillé, colleté et liseré d'or, doublé et attaché de gueules, sommé d'une couronne à trois fleurons séparés par deux fleurons d'un module inférieur, aux lambrequins à dextre d'argent et de gueules, à senestre d'argent et d'azur. Cimier: un vol de gueules et d'azur. Supports: deux lévriers au naturel, colletés de gueules, bordés et bouclés d'or, tenant chacun une bannière aux armes de l'écu. Source du blasonnement : Heraldy of the World. |

## Politique et administration

### Conseil et collège communal 2024-2030
| Collège communal   |                      |                    |
| ------------------ | -------------------- | ------------------ |
| Bourgmestre        | Luc Delire           | MR - MICS          |
| 1er échevin        | Bernard Dubuisson    | Ecolo              |
| 2e échevine        | Bernadette Mineur    | Les Engagés - MICS |
| 3e échevin         | Eric Massaux         | MR - MICS          |
| 4e échevin         | Jean-Sébastien Detry | MR - MICS          |
| 5e échevin         | Patrick Vicqueray    | Les Engagés - MICS |
| Présidente du CPAS | Sophie Dardenne      | Ecolo              |

### Liste des bourgmestres[8]
| Période                                  | Période  | Identité          | Étiquette                               | Qualité                    |
| ---------------------------------------- | -------- | ----------------- | --------------------------------------- | -------------------------- |
| avant 1865                               | -        | Paul NOPENER      | -                                       |                            |
| 1871                                     | 1879     | Emile BOUCHAT     | -                                       |                            |
| 1880                                     | 1885     | Louis HAYOT       | -                                       |                            |
| 1886                                     | 1890     | Alphonse BOUCHAT  | -                                       |                            |
| 1890 ?                                   | 1902     | Léopold HENRY     | -                                       |                            |
| 1902                                     | 1913     | Adélard LANDENNE  | -                                       | Industriel                 |
| 1913                                     | 1921     | Edouard COLART    | -                                       |                            |
| 1922                                     | 1958 ?   | Oscar LEKEUX      | -                                       | Instituteur                |
| 1959 ?                                   | 1971     | Lucien CUVELIER   | PSC (Parti social-chrétien)             | Administrateur de sociétés |
| 1971                                     | 1977     | Alfred MAHAUX     | PLP (Parti de la Liberté et du Progrès) | Entrepeneur                |
| 1977                                     | 1985     | Lucien CUVELIER   | PSC (Parti social-chrétien)             | Administrateur de sociétés |
| 1985                                     | 2002     | Jean-Marie EVRARD | PSC (Parti social-chrétien)             | Docteur en Médecine        |
| 2002                                     | 2015     | Jean-Pierre BAILY | MR (IC (Intérêts Communaux))            | Docteur en Médecine        |
| 2015                                     | En cours | Luc DELIRE        | MR (IC puis MICS)                       | Enseignant                 |
| Les données manquantes sont à compléter. |          |                   |                                         |                            |

### Jumelage
Roquebrune-Cap-Martin (France)

### Sécurité et secours
En ce qui concerne les services de police, la commune dépend de la zone de police Entre Sambre et Meuse, ZP 5306. Quant au service des pompiers, elle dépend de la zone NAGE, caserne de Jambes.

## Patrimoine, sites et culture

### Patrimoine architectural et sites

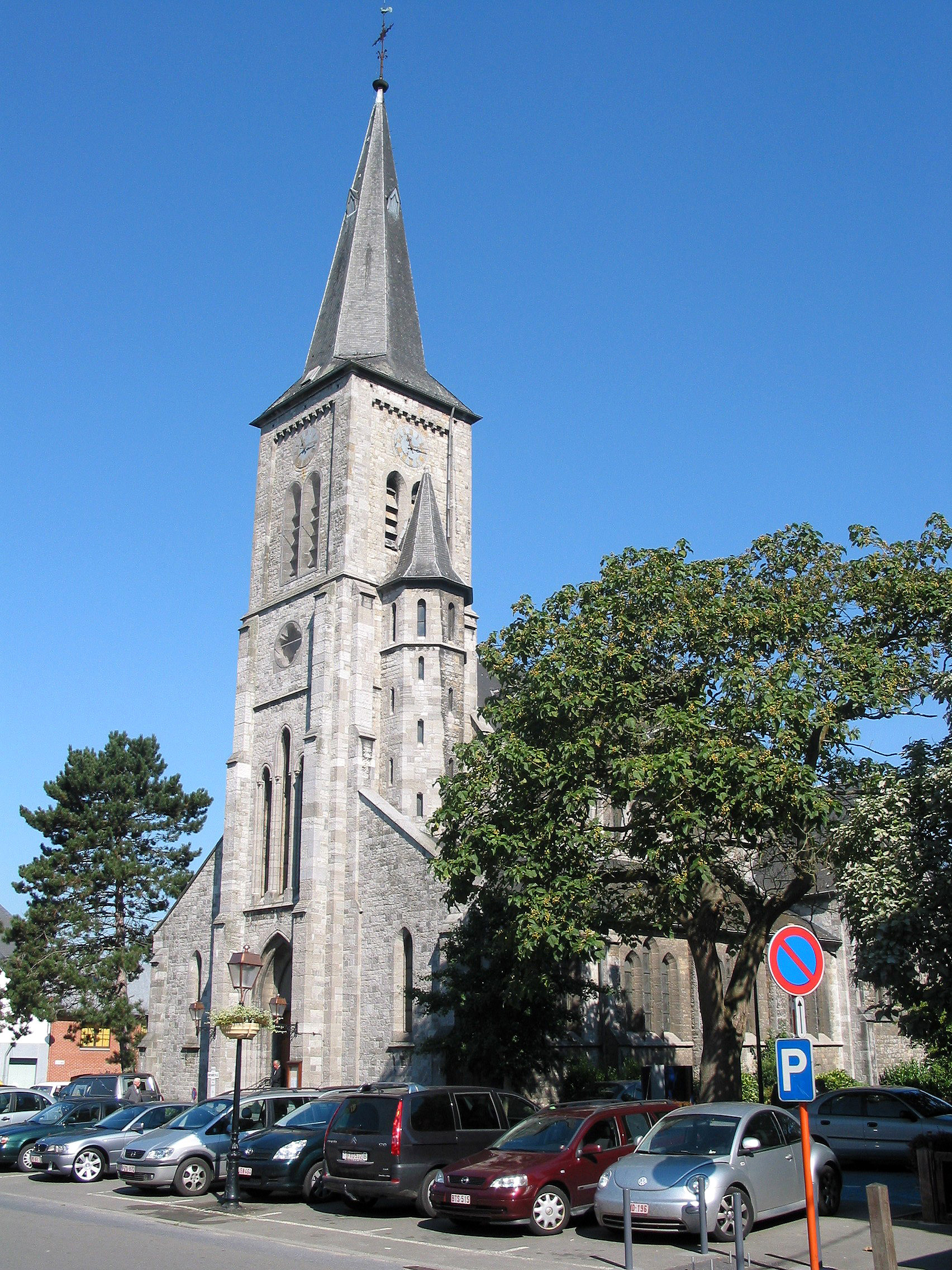
L'église Saint-Remy (1897).

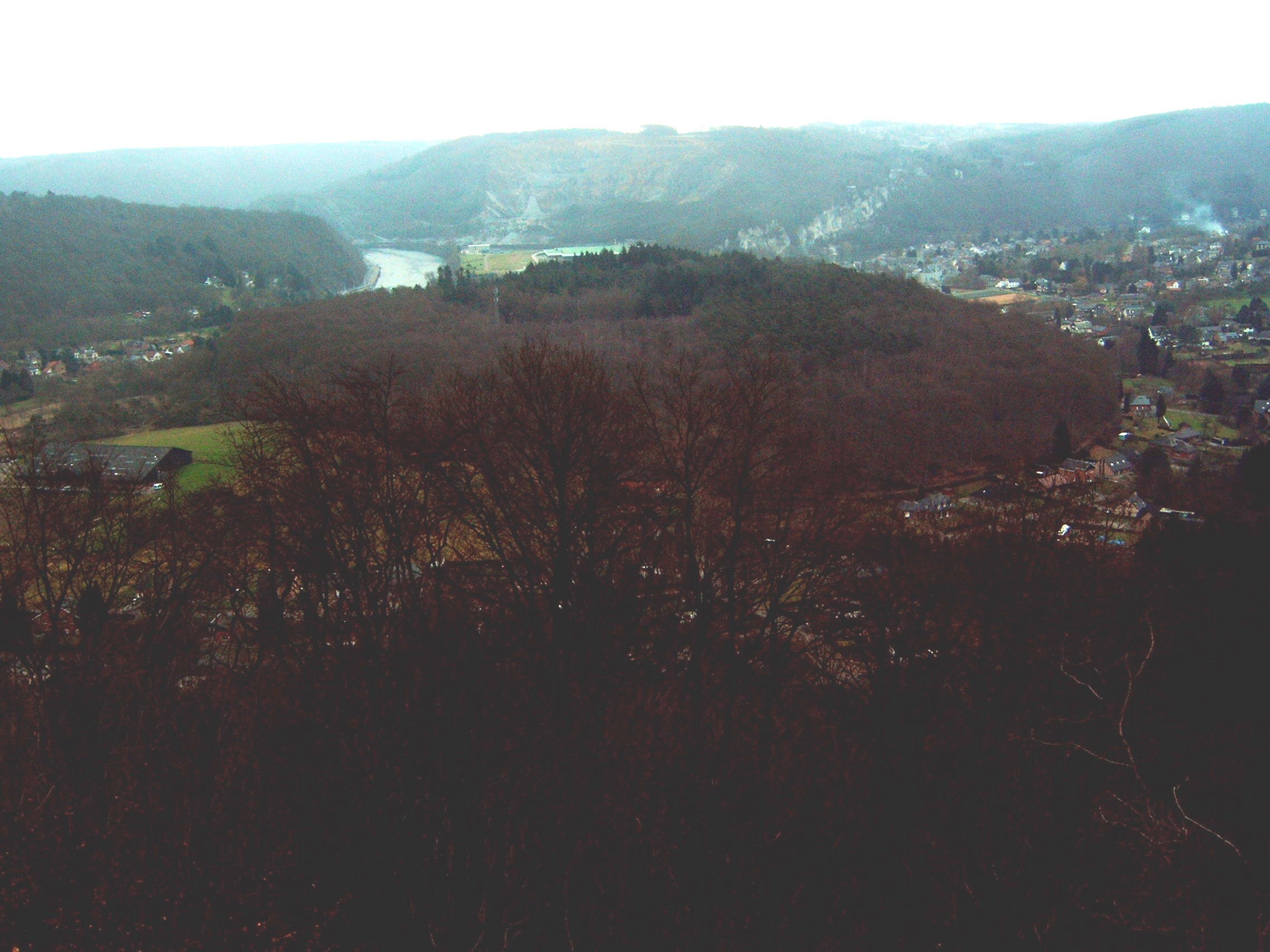
La petite hulle.

Les bâtiments principaux de Profondeville sont l'église Saint-Rémy, la maison de la culture ainsi que la maison communale. La rue principale compte plusieurs commerces.
- L'église Saint-Remy, construite en 1897 par l'architecte Auguste Tourel en style néo-gothique[10].
- Ancien presbytère, chaussée de Dinant. Construite dans la 1re moitié du XVIIIe siècle[11].
- Chapelle Notre-Dame du Mont-Carmel ou de Saint-Joseph, chaussée de Dinant. Datée de 1814[11].
- Maison communale, construite en 1864.

### Culture

#### Chemin philosophique
Profitant de la construction du Réseau RAVeL en 2007, la Maison de la Laïcité " Pierre de Meuse" de Profondeville, avec des subsides de la Région wallonne et l'aide de la Commune de Profondeville, a fait installer le long de la Meuse une série de pierres gravées de citations, formant ainsi le Chemin philosophique. Du Nord au Sud, on peut y lire des citations de André Comte-Sponville, T. Van Humbeek, Elie Wiesel, Paul Valéry, Condorcet, Apostolo Zeno, Kant, Victor Hugo, Anatole France, Madame de Genlis, Delphine Lamotte, Ernest Renan, Francis Bacon, Beaumarchais, Blaise Pascal, Jean Rostand, Léopold Sédar Senghor et Vercors.
Ce Chemin philosophique est unique en Belgique.

#### Le Cercle culturel du Herdal
Le « Cercle culturel du Herdal », souvent appelé plus simplement « Herdal », est l'organisme culturel du village de Profondeville. Il gère l'organisation de la plupart des événements ayant trait à la culture dans le village: concerts, spectacles, expositions.
Depuis longtemps, le « Herdal » possède aussi sa propre troupe de théâtre amateur. Celle-ci présente chaque année une pièce d'auteur. Depuis quelques années, le cercle culturel propose également les Ateliers Théâtre du Herdal. Ces ateliers accueillent les jeunes de 6 à 15 ans.
En 2006, un groupe de jeunes de la commune, animé par Pierre Lambotte du Zététique Théâtre, s'est intégré à l'échange Paroles Croisées entre la Belgique et le Burkina Faso, en collaboration avec le Théâtre Eclair de Ouagadougou.

## Enseignement
Sur la chaussée, l'école communale accueille les enfants de la région jusqu'à douze ans.

## Économie
Dans les champs de la commune, des fraises sont également cultivées. Celles-ci approvisionnent la criée de Wépion. D'ailleurs, la commune de Profondeville est devenue la propriétaire en 1999 de cette criée où sont commercialisées les fameuses fraises de Wépion.

## Sports et vie associative

### Sports
Les possibilités de délassement avec aires de jeux et de sports y sont nombreuses : randonnées pédestres et VTT, équitation, golf, tennis, mini-golf, pétanque, activités nautiques. Le Complexe Sportif de la Hulle permet d'ailleurs la pratique de sport en plein air comme le football et le basket-ball, ainsi que d'activités en salle comme le badminton, le volley-ball et les arts martiaux.

## Personnalités célèbres
- Un groupe de chasseurs-cueilleurs occupait un abri de chasse au Bois Laiterie à l'époque Magdalénienne (~11000 av. J.-C.)
- André Brasseur (1939-), musicien belge[12] a habité Lustin.
- Eliott Crestan (1999- ), athlète belge, spécialiste du 800 mètres[13].
- Le baron Louis Empain (1908-1976), fondateur de Pro Juventute (Collège de la Hulle au château du même nom) et investisseur au Canada[14].
- Emily Hoyos (1977- ), femme politique, coprésidente d'Ecolo de 2012 à 2015[15].
- Franz Kegeljan (1847-1921), peintre, dessinateur, pastelliste et graveur belge.
- Eliaquim Mangala (1991- ), footballeur français d'origine congolaise.
- Lucien Marchal (1893-1960), écrivain, journaliste et historien, né à Bois-de-Villers.
- Benoît Mariage (1961- ), réalisateur.
- Philippe Moureaux (1939-2018), ancien bourgmestre de Molenbeek-Saint-Jean[16].
- Peter Permeke (1965- ), peintre[17].
- François Persoons (1925-1981), homme politique[18].
- Benoît Poelvoorde (1964- ), acteur; ambianceur[19].
- Marie Warnant (1979- ), chanteuse[20],[21].
- Le baron François Englert (1932- ), prix Nobel de physique[22].
- Le chanteur, musicien et chef d'orchestre Gaston Houssa (1910-1984) y est décédé.